# Nederlandse Ondernemersvereniging voor Afbouwbedrijven
De Nederlandse Ondernemersvereniging voor Afbouwbedrijven (NOA) is een Nederlandse brancheorganisatie voor bedrijven in de afbouwsector. De vereniging kent ongeveer 1500 leden.
De NOA bestaat sinds 1 januari 2001, na een fusie van de volgende verenigingen: NAVAS Brancheorganisatie van Stukadoors- en Afbouwbedrijven, NEVAP Brancheorganisatie van Plafond- en Wandmontagebedrijven en VTV Brancheorganisatie van Vloeren- en Terrazzobedrijven
De NOA behartigt de individuele en collectieve belangen van al haar leden en sluit daartoe mede een CAO af. De NOA geeft aan haar leden informatie en adviezen en verleent aan hen diensten.